# Pseudonyctemera marginale
Pseudonyctemera marginale is een vlinder uit de familie van de bloeddrupjes (Zygaenidae). De wetenschappelijke naam van de soort is voor het eerst geldig gepubliceerd in 1863 door Snellen van Vollenhoven.